# Ngororero
Ngororero est une ville du district de Ngororero, dans la Province de l’Ouest du Rwanda. Elle se trouve à environ 34 kilomètres par la route, au nord de Gitarama, la grande ville la plus proche. Ngororero est situé sur la route principale entre Gitarama et Nkuli
La population de Ngororero est d'environ 38 832 habitants. 